# Resta in ascolto (canção)
"Resta in ascolto" é uma canção gravada e interpretada pela cantora italiana Laura Pausini.
É o primeiro single, lançado em 10 de setembro de 2004, que antecipa o lançamento de seu oitavo álbum, Resta in ascolto.

## Informações da canção
A letra foi escrita por Laura Pausini e Cheope, e a música foi composta por Daniel Vuletic.
A canção possui uma versão em língua espanhola intitulada Escucha atento, adaptada por Badia, inserida no álbum Escucha e lançada como primeiro single na Espanha e na América Latina.

## Informações do vídeo
O videoclip de Resta in ascolto foi lançado em duas versões: em italiano e em espanhol, e suas gravações foram efetuadas no final de abril de 2004 nas cidades de Los Angeles (entre Hollywood, Venice e Vasquez Rocks) e Santa Mônica, nos Estados Unidos. O video foi gravado sob a direção de Paolo Monico.
As cenas com vistas aéreas foram registradas com helicóptero em voo sobre as montanhas de Vazquez Rocks e para esse trabalho foi contratado um piloto de produções cinematográficas. Laura Pausini indo contra os concelhos dos produtores, não aceitou o uso de uma dublê e gravou pessoalmente até mesmo as cenas mais perigosas em cima das montanhas.

## Faixas
| CD single - Promo 015044 - Warner Music Itália (2004) 1. Resta in ascolto CD single - Promo 015062 - Warner Music Espanha (2004) 1. Escucha atento CD single - Promo 1716 - Warner Music México (2004) 1. Escucha atento CD single 5050467515628 - Warner Music Europa (2004) 1. Resta in ascolto 2. Escucha atento 3. Resta in ascolto (Instrumental) CD single 5050467529229 - Warner Music Europa (2004) 1. Resta in ascolto 2. Escucha atento 3. Escucha atento (T&F vs Moltosugo Radio Edit) | CD single 5050467520226 - Warner Music Europa (2004) 1. Resta in ascolto 2. Escucha atento CD single 5050467619920 - Warner Music Europa (2004) 1. Resta in ascolto (T&F vs Moltosugo Radio Edit) 2. Escucha atento (T&F vs Moltosugo Radio Edit) 3. Resta in ascolto (Luca Cassani Radio Remix) 4. Resta in ascolto (Andrea T. Mendoza vx Tibet Radio Mix) 5. Escucha atento (Kelly Pituso & Strump Dub Mix) 6. Resta in ascolto (T&F vs Moltosugo Klub Mix) CD single - Promo WMSPROM45 - Warner Music Europa (2004) 1. Resta in ascolto (T&F vs Moltosugo Radio Edit) 2. Resta in ascolto (Luca Cassani Radio Remix) 3. Resta in ascolto (Andrea T. Mendoza vx Tibet Radio Mix) 4. Resta in ascolto |

## Desempenho nas tabelas musicais
| Paradas (2004-2005)                       | Melhor posição |
| ----------------------------------------- | -------------- |
| Bélgica (Flandres)                        | 15             |
| Bélgica (Valônia)                         | 35             |
| Espanha                                   | 3              |
| Estados Unidos (Billboard Latin Pop Song) | 9              |
| Estados Unidos (Billboard Latin Song)     | 17             |
| Itália                                    | 1              |
| Suíça                                     | 25             |

## Informações adicionais
Resta in ascolto foi inserida também em versão live nos álbuns ao vivo Live in Paris 05, San Siro 2007 e Laura Live World Tour 09.
Escucha atento foi inserida também em versão live nos álbuns ao vivo Live in Paris 05 e Laura Live Gira Mundial 09.